# Harry Bellomo
Harry Rodrigues Bellomo (Bento Gonçalves, 18 de janeiro de 1935) é um historiador e professor brasileiro. Graduado em História e Geografia pela Pontifícia Universidade Católica do Rio Grande do Sul (1958). Especialista em História da Cultura Brasileira pela Pontifícia Universidade Católica do Rio Grande do Sul (1984). Mestre em História pela Pontifícia Universidade Católica do Rio Grande do Sul (1988). De sua carreira de 51 anos como professor, 41 foram dedicados à docência na Pontifícia Universidade Católica do Rio Grande do Sul (PUCRS).  
É filho de Paulino Bellomo Filho, porto-alegrense descendente de italianos que vieram para o Brasil no ano 1888, por ocasião da abolição, e de Dilza Rodrigues Bellomo, descendente de uma família tradicional de Santa Vitória do Palmar, Rio Grande do Sul, chegada ao Brasil no século XVIII, por volta de 1780. 
Casou-se com Leila Maria Rosa Bento Bellomo (10/12/1941 - 24/11/2020) em 12 de outubro de 1974. Tem uma filha chamada Lucia Cristina Rosa Bento Bellomo Holme e 2 netos.  
Sua principal contribuição na historiografia foi a pioneira análise histórica sobre arte funerária, com a elaboração de uma dissertação intitulada "A Estatuária Funerária em Porto Alegre (1900-1950)", defendida em 1988 na PUCRS. Este estudo é uma importante referência para os que pesquisam cemitérios. 
A partir deste trabalho, Bellomo, criou na década de 1980, na PUCRS, um grupo de pesquisadores cemiteriais, que passou a ser chamado de  "Os Cemiteriais do Bellomo".  Atualmente (2019), o grupo continua atuante, pesquisando cemitérios do Rio Grande do Sul. Harry Bellomo e seu grupo de pesquisadores publicaram, no ano 2000, o livro Cemitérios do Rio Grande do Sul: arte, sociedade e ideologia, pela EDIPUCRS. Em 2008, o livro foi reeditado, revisado e ampliado, também pela EDIPUCRS. Novos artigos de novos membros do grupo foram incluídos na segunda edição. 
Sua trajetória profissional foi contada no livro Harry Rodrigues Bellomo: Mestre e historiador de dois séculos, de Regina Zimmermann Guilherme, publicado em 2014, pela EDIPUCRS.

## Formação
Harry começou a estudar no Grupo Escolar Dona Leopoldina, onde sua mãe era professora. Já alfabetizado fez o segundo ano no Colégio Rosário onde completou o primário, fez o ginásio e o científico. O primário correspondia às atuais séries iniciais do ensino fundamental, o ginásio às séries finais e o científico ao ensino médio. Entre 1955 e 1958, teve sua formação em História e Geografia na Pontifícia Universidade Católica do Rio Grande do Sul, constituída em 1948, junto ao Colégio Rosário. Em 1988 concluiu o mestrado na mesma universidade. Portanto, teve sua formação e grande parte da sua vida profissional junto a instituição marista.

## Carreira
Lecionou nas seguintes escolas: Escola SENAC de Porto Alegre, de 1956 a 1974; Colégio Municipal Emílio Meyer de 1959 a 1961; Escola Municipal Liberato Salzano Vieira da Cunha de 1962 a 1987; Escola Estadual da Vila Scharlau em 1962; Colégio Estadual Pedro Schineider  de 1962 a 1967; Colégio Estadual Pio XII  de 1968 a 1974; Colégio Santa Inês de 1970 a 1972; Pontifícia Universidade Católica do Rio Grande do Sul de 1966 a 2007; Universidade Federal do Rio Grande do Sul de 1971 a 1976; Faculdade Musical Palestrina de 1972 a 1991; Ginásio da Paz , década de 1970; Instituto Tiradentes (Fundador, diretor e professor)  de 1969 a 1970. Começou a lecionar História Antiga na PUCRS em 1966 a convite do professor Planella, onde permaneceu  por quarenta e um anos, até 2007 quando se aposentou. Foi vice-diretor da Faculdade de Filosofia e Ciências Humanas da PUCRS e dirigiu a Revista de Estudos Ibero-americanos da PUCRS. É membro do Circulo de Pesquisas Literárias, CIPEL e da Comissão Gaúcha de Folclore. Criou no final da década de 1980, com alguns alunos, um grupo de pesquisas cemiteriais. Seus discípulos disseminaram a pesquisa cemiterial dentro e fora do Rio Grande do Sul. É sócio fundador da Associação Brasileira de Estudos Cemiteriais (ABEC), de 2004.

## Livros publicados
- Estudos Brasileiros – Editora Sulina.
- Rebeliões Coloniais – Editora STB.
- Os Barões Assinalados – Editora Martins Livreiro.
- RS: Aspectos da Geografia - Editora Martins Livreiro.
- RS: Aspectos da Cultura - Editora Martins Livreiro.
- Dicionário Biográfico do Sul-Rio-Grandense – Editora EST.
- Cemitérios do Rio Grande do Sul: arte, sociedade e ideologia – EDIPUCRS.[2]
- Historiografia Colonial – Editora Palier.
- Instruções da Rainha Maria Primeira
- Pequeno Dicionário Ilustrado da Civilização do Antigo Egito – EST.

## Capítulos de livros
- Publicações do CIPEL – Editora Plátano.
- Publicações da Série Integração - Coleção Conesul – EDIPUCRS.
- O Mundo Greco-Romano – EDIPUCRS.
- O Mundo Greco-Romano: o sagrado e o profano – EDIPUCRS.
- Estudos Rio-Grandenses – Editora Martins Livreiro.
- Revista de Ensino – Secretaria Estadual de Educação.
- Folclore na Escola – Editora CGF.
- Série Visões do Passado (seis volumes) – organizador – Editora Palier.
- Mestre e historiador de dois séculos. Porto Alegre: EDIPUCRS, 2014.